# Плімутський університет
50°22′27″ пн. ш. 4°08′19″ зх. д. / 50.374121° пн. ш. 4.138512° зх. д.
Плімутський університет — це державний дослідницький університет, розташований переважно в Плімуті, Англія, де розташований головний кампус, але університет має кампуси та дочірні коледжі по всій південно-західній Англії. З 18 410 студентами він посідає 57-е місце за загальною кількістю студентів у Сполученому Королівстві (включаючи Відкритий університет).

## Академічний профіль
У головному міському кампусі в Плімуті викладається широкий спектр програм бакалаврату та магістратури. Університет отримує високі оцінки з права, психології, географічних наук, обчислювальної техніки (включаючи цифрові медіа) та інформатики, образотворчого мистецтва та історії мистецтв. Ключові події включають: створення нової бізнес-школи; об'єднання додаткових предметів на новому об'єднаному факультеті науки та техніки; та створення найбільшої школи морських наук та інженерії в Європі.